# Lijst van koninginnentitels

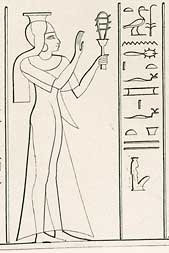
Prinses Henoettawi met haar titels, dochter van Ramses II, 19e dynastie

Dit is een lijst van de titels van koninginnen in het Oude Egypte.
De koninginnentitels van het oude Egypte hadden als functie het gezag van de vrouwelijke kant van het faraoschap te bevestigen en te verstevigen, en de vrouw die deze functie waarnam te onderscheiden.
De meeste koninginnentitels dateren al uit het Oude Rijk en worden daar voornamelijk reeds in de 3e en vooral de 4e dynastie geattesteerd. Maar er zijn er reeds in voege vanaf de allereerste dynastie. Een aantal raakt in de eerste tussenperiode in onbruik, en er verschijnen dan nieuwe titels. Maar in het Middenrijk worden ze hervat. Met name vanaf de 18e dynastie lijkt een teruggrijpen naar de heel oude titels opnieuw courant te worden. 
Omdat ook de meeste nieuw opkomende titels van Egyptische koninginnen daarna in gebruik blijven, is de complete lijst aanzienlijk groot. Uitzonderlijk worden bepaalde titels ook nog eens aan het geldend bewind van die tijd aangepast en aldus geïndividualiseerd op maat van één koningin, zodat ze slechts eenmalig voorkomen. Ten slotte ontstaan op die manier ook lange samengestelde titels.

## Overzichtslijst van koninginnentitels
Onderstaande een overzichtslijst van alle koninginnentitels. 
| Titelomschrijving                                         | Oud-Egyptische aanduiding            | Dynastieën met deze titel                 |
| --------------------------------------------------------- | ------------------------------------ | ----------------------------------------- |
| ‘‘Aan de zijde van de grote’‘                             | (khtt-wr)                            | 5-6                                       |
| ‘‘Aan de zijde van Horus’‘                                | (kht-hrw)                            | 3-6, 18                                   |
| ‘‘Begeleidster van Horus’‘                                | (tist-hrw)                           | 4-6                                       |
| ‘‘Dochter van de koning van Opper- en Beneden- Egypte’‘   | (s3t-niswt-biti)                     | 6                                         |
| ‘‘Dochter van de dubbele koning Khufu’‘                   | (s3t-niswt-bit-khwfw)                | 4                                         |
| ‘‘Dochter van deze god’‘                                  | (s3t-ntr-wt)                         | 6                                         |
| ‘‘Dochter van Geb’‘                                       | (s3t-Gb)                             | 6, 12, 18                                 |
| ‘‘Dubbele koningin-moeder van een dubbele koning’‘        | (nsw-bity mwt-nsw-bity)              | 5                                         |
| ‘‘Eerste onder de vrouwen’‘                               | (khnty)                              | 1                                         |
| ‘‘Erfprinses’‘                                            | (iryt-p`t)                           | 6, 11-13, 18-20 (zie Lid van de elite)    |
| ‘‘Gade van Horus’‘                                        | (smrt-hrw)                           | 4-6                                       |
| ‘‘Gade van Horus, zijn geliefde’‘                         | (smrt-hrw-meryt.f)                   | 4-5                                       |
| ‘‘Geliefde en geëerde priesteres van Shepses-nebti’‘      | (hmt-ntr-shpss-nbti-mryt.f-im3kht.f) | 4                                         |
| ‘‘Geliefde gemalin onder de twee vrouwen’‘                | (sm3yt-mry-nbty)                     | 4-6                                       |
| ‘‘Geliefde gezellin van Horus’‘                           | (zm3yt-hrw-mryt.f)                   | 18                                        |
| ‘‘Geliefde van Wadjet’‘                                   | (mryt w3Dt)                          | 25                                        |
| ‘‘Gemalin onder de twee vrouwen’‘                         | (sm3yt-nbty)                         | 1                                         |
| ‘‘Gezellin van Horus’‘                                    | (zm3yt-hrw)                          | 18                                        |
| ‘‘Godsdochter’‘                                           | (s3t-ntr)                            | 4-6                                       |
| ‘‘Lijfelijke godsdochter’‘                                | (s3t-ntr-nt-kht.f)                   | 4                                         |
| ‘‘Godsvrouw van Amon’‘                                    | (ḥm.t nṯr n ỉmn)                     | 18, 20-26                                 |
| ‘‘Godsmoeder’‘                                            | (mwt-ntr)                            | 17-20                                     |
| ‘‘Groot van lofprijzingen’‘                               | (wrt-hzwt)                           | 4-6, 12-13, 18-20                         |
| ‘‘Groot van lofprijzingen van Thoth’‘                     | (wrt-hzwt-djhwty)                    | 4                                         |
| ‘‘Grote koninklijke moeder’‘                              | (mwt-niswt-wrt)                      | 19                                        |
| ‘‘Grote koninklijke vrouwe’‘                              | (hmt-niswt-wrt)                      | 12-13, 16-20                              |
| ‘‘Grote koninklijke vrouwe, zijn geliefde’‘               | (hmt-niswt-wrt meryt.f)              | 18-20                                     |
| ‘‘Grote vrouwe van de hetes-scepter’‘                     | (wrt-hetes)                          | 1-6, 11-12, 18-20                         |
| ‘‘Grote vrouwe van de hetes-scepter van de twee heren’‘   | (wrt-hetes-Nbwi)                     | 4                                         |
| ‘‘Grote vrouwe van de hetes-scepter van de twee vrouwen’‘ | (wrt-hetes-nbti)                     | 4                                         |
| ‘‘Khenemetneferhedjet’‘                                   | (ẖnm.t nfr-ḥḏ.t)                     | (zie "Verenigd met de witte kroon")       |
| ‘‘Koninklijke dochter’‘                                   | (s3t-niswt)                          | 4-6, 11-12, 17-20                         |
| ‘‘Koninklijke dochter van zijn lichaam’‘                  | (s3t-niswt-nt-kht.f)                 | 4-6, 11-12,                               |
| ‘‘Koninklijke dochter van zijn lichaam, zijn geliefde’‘   | (s3t-niswt-nt-kht.f-meryt.f)         | 4, 18                                     |
| ‘‘Koninklijke moeder’‘                                    | (mwt-niswt)                          | 1, 4-6, 11-13, 17-20                      |
| ‘‘Koninklijke moeder van de piramide van Mennefer Pepi’‘  | ( mwt-niswt-mn-nfr-ppi)              | 5                                         |
| ‘‘Koninklijke vrouwe’‘                                    | (hmt-nisw)                           | 3-6, 11-13, 17-18-20                      |
| ‘‘Koninklijke vrouwe, zijn geliefde’‘                     | (hmt-nisw meryt.f)                   | 4-6, 11-12, 18                            |
| ‘‘Koninklijke zuster’‘                                    | (snt-niswt)                          | 17-20                                     |
| ‘‘Leidster van de slagers in het acacia huis’‘            | (khrpt-sshmtiw-shndt)                | 4-5                                       |
| ‘‘Lid van de elite’‘                                      | (iryt-pat) (iryt-p`t)                | 6, 11-13, 18-20                           |
| ‘‘Meesteres van Beneden-Egypte’‘                          |                                      | 17-18                                     |
| ‘‘Meesteres van blijdschap’‘                              | (hnwt-ndjm-ib)                       | 18                                        |
| ‘‘Meesteres van de landen’‘                               |                                      |                                           |
| ‘‘Meesteres van de twee landen’‘                          | (hnwt-t3wy)                          | 12, 18-19 (zie Vrouwe van de twee landen) |
| ‘‘Meesteres van de volledige twee landen’‘                | (hnwt-t3wy-tm) (hnwt-t3wy-tmw)       | 18-19 idem                                |
| ‘‘Meesteres van Denderah’‘                                | (hmt-ntr-hwt-hrw-nbt-iwnt)           | 4                                         |
| ‘‘Meesteres van gratie’‘                                  | (nbt im3t)                           | 25                                        |
| ‘‘Meesteres van grote geliefde zoetheid’‘                 | (nebt-bnrt-‘3(t)-mrwt)               | 18                                        |
| ‘‘Meesteres van Opper- en Beneden-Egypte’‘                | (hnwt-Shm’w-mhw)                     | 18-19                                     |
| ‘‘Moeder van de dubbele koning’‘                          | (mwt-niswt-biti)                     | 3-6, 11-12                                |
| ‘‘Moeder van de koningskinderen’‘                         | (mwt-mswt-niswt)                     | 3                                         |
| ‘‘Moeder van twee dubbele koningen’‘                      | (mwt-niswtwi-bitwi)                  | 3 zie hierna                              |
| ‘‘Moeder van twee dubbele koningen’‘                      | (mwt-nswy-bitwy)                     | 5                                         |
| ‘‘Nobele vrouwe’‘                                         | (iryt p't)                           | 25 (zie ook Erfprinses)                   |
| ‘‘Oudste koninklijke dochter’‘                            | (s3t-niswt-nt-ht.f-smswt)            | 4                                         |
| ‘‘Oudste koninklijke dochter van zijn lichaam’‘           | (s3t-niswt-smswt-n-kht.f)            | 6                                         |
| ‘‘Pleegkind van Wadjet’‘                                  | (sdjtit-w3djt)                       | 6, 11-12                                  |
| ‘‘Priesteres van Sobek, heer van Sumenu’‘                 | (hmt-ntr-sbk-nb-swmnw)               | 12                                        |
| ‘‘Priesteres van Bapef’‘                                  | (hmt-ntr-b3-pf)                      | 4-6                                       |
| ‘‘Priesteres van de Horus Shepsesket’‘                    | (hmt-ntr-hrw-shpss-ht)               | 4                                         |
| ‘‘Priesteres van Hathor’‘                                 | (hmt-ntr-hwt-hrw)                    | 4                                         |
| ‘‘Priesteres van Neith’‘                                  | (hmt-ntr-nt)                         | 4                                         |
| ‘‘Priesteres van Thoth’‘                                  | (hmt-ntr-dhwty)                      | 4                                         |
| ‘‘Priesteres van Tjazepef’‘                               | (hmt-ntr-t3-zp.f)                    | 4-5                                       |
| ‘‘Verenigd met de witte kroon’‘                           | (khnmt-nfr-hdjt)                     | 12-13, 16-18                              |
| ‘‘Verenigd met hem van de twee vrouwen’‘                  | (zm3t-nbty)                          | 5                                         |
| ‘‘Vrouwe van alle vrouwen’‘                               | (hnwt-hmwt-nbwt)                     | 11-12, 18                                 |
| ‘‘Vrouwe van de twee landen’‘                             | (nb. t-t3wy) (nbt-t3wy)              | 17-20, (hnwt-t3wy) 12, 18-19              |
| ‘‘Vrouwe van de volledige twee landen’‘                   | (hnwt-t3wy-tm)                       | 18-19 (hnwt-t3wy-tmw) 18                  |
| ‘‘Vrouwe van Opper- en Beneden-Egypte’‘                   | (hnwt-Sm'w-mhw)                      | 25                                        |
| ‘‘Zij die dagelijks de koning bevredigt’‘                 | (shtp-niswt-m-hrt-hrw)               | 25                                        |
| ‘‘Zij die Horus en Seth ziet’‘                            | (m33t-hrw-stsh)                      | 4-6, 11, 18                               |
| ‘‘Zij die Horus ziet’‘                                    | (m33t-hrw)                           | 1,3                                       |
| ‘‘Zij die Horus draagt’‘                                  | (rmnt-hrw)                           | 1                                         |
| ‘‘Zij die Seth draagt’‘                                   | (rmnt-stsh)                          | 1                                         |
| ‘‘Zoet van liefde’‘                                       | (bnrt-mrwt)                          | 18-20                                     |

## Titels naar verwantschap

### Gemalin
| Titelomschrijving                                       | Oud-Egyptische aanduiding            | Dynastieën met deze titel |
| ------------------------------------------------------- | ------------------------------------ | ------------------------- |
| ‘‘Aan de zijde van de grote’‘                           | (khtt-wr)                            | 5-6                       |
| ‘‘Aan de zijde van Horus’‘                              | (kht-hrw)                            | 3-6, 18                   |
| ‘‘Begeleidster van Horus’‘                              | (tist-hrw)                           | 4-6                       |
| ‘‘Gade van Horus’‘                                      | (smrt-hrw)                           | 4-6                       |
| ‘‘Gade van Horus, zijn geliefde’‘                       | (smrt-hrw-meryt.f)                   | 4-5                       |
| ‘‘Geliefde en geëerde priesteres van Shepses-nebti’‘    | (hmt-ntr-shpss-nbti-mryt.f-im3kht.f) | 4                         |
| ‘‘Geliefde gemalin onder de twee vrouwen’‘              | (sm3yt-mry-nbty)                     | 4-6                       |
| ‘‘Geliefde gezellin van Horus                           | (zm3yt-hrw-mryt.f)                   | 18                        |
| ‘‘Geliefde van Wadjet’‘                                 | (mryt w3Dt)                          | 25                        |
| ‘‘Gemalin onder de twee vrouwen’‘                       | (sm3yt-nbty)                         | 1                         |
| ‘‘Gezellin van Horus’‘                                  | (zm3yt-hrw)                          | 18                        |
| ‘‘Grote koninklijke vrouwe, zijn geliefde’‘             | (hmt-niswt-wrt meryt.f)              | 18-20                     |
| ‘‘Koninklijke dochter van zijn lichaam, zijn geliefde’‘ | (s3t-niswt-nt-kht.f-meryt.f)         | 4, 18                     |
| ‘‘Koninklijke vrouwe’‘                                  | (hmt-nisw)                           | 3-6, 11-13, 17-18-20      |
| ‘‘Koninklijke vrouwe, zijn geliefde’‘                   | (hmt-nisw meryt.f)                   | 4-6, 11-12, 18            |
| ‘‘Verenigd met de witte kroon’‘                         | (khnmt-nfr-hdjt)                     | 12-13, 16-18              |
| ‘‘Verenigd met hem van de twee vrouwen’‘                | (zm3t-nbty)                          | 5                         |
| ‘‘Zij die dagelijks de koning bevredigt’‘               | (shtp-niswt-m-hrt-hrw)               | 25                        |
| ‘‘Zij die Horus en Seth ziet’‘                          | (m33t-hrw-stsh)                      | 4-6, 11, 18               |
| ‘‘Zij die Horus ziet’‘                                  | (m33t-hrw)                           | 1,3                       |
| ‘‘Zij die Horus draagt’‘                                | (rmnt-hrw)                           | 1                         |
| ‘‘Zij die Seth draagt’‘                                 | (rmnt-stsh)                          | 1                         |
| ‘‘Zoet van liefde’‘                                     | (bnrt-mrwt)                          | 18-20                     |

### Moeder
| Titelomschrijving                                        | Oud-Egyptische aanduiding | Dynastieën met deze titel |
| -------------------------------------------------------- | ------------------------- | ------------------------- |
| ‘‘Dubbele koningin-moeder van een dubbele koning’‘       | (nsw-bity mwt-nsw-bity)   | 5                         |
| ‘‘Godsdochter’‘                                          | (s3t-ntr)                 | 4-6                       |
| ‘‘Godsmoeder’‘                                           | (mwt-ntr)                 | 17-20                     |
| ‘‘Grote koninklijke moeder’‘                             | (mwt-niswt-wrt)           | 19                        |
| ‘‘Koninklijke moeder’‘                                   | (mwt-niswt)               | 1, 4-6, 11-13, 17-20      |
| ‘‘Koninklijke moeder van de piramide van Mennefer Pepi’‘ | ( mwt-niswt-mn-nfr-ppi)   | 5                         |
| ‘‘Lijfelijke godsdochter’‘                               | (s3t-ntr-nt-kht.f)        | 4                         |
| ‘‘Moeder van de dubbele koning’‘                         | (mwt-niswt-biti)          | 3-6, 11-12                |
| ‘‘Moeder van de koningskinderen’‘                        | (mwt-mswt-niswt)          | 3                         |
| ‘‘Moeder van twee dubbele koningen’‘                     | (mwt-niswtwi-bitwi)       | 3 zie hierna              |
| ‘‘Moeder van twee dubbele koningen’‘                     | (mwt-nswy-bitwy)          | 5                         |
| ‘‘Zij die Horus draagt’‘                                 | (rmnt-hrw)                | 1                         |
| ‘‘Zij die Seth draagt’‘                                  | (rmnt-stsh)               | 1                         |

### Dochter
| Titelomschrijving                                       | Oud-Egyptische aanduiding    | Dynastieën met deze titel              |
| ------------------------------------------------------- | ---------------------------- | -------------------------------------- |
| ‘‘Dochter van de koning van Opper- en Beneden- Egypte’‘ | (s3t-niswt-biti)             | 6                                      |
| ‘‘Dochter van de dubbele koning Khufu’‘                 | (s3t-niswt-bit-khwfw)        | 4                                      |
| ‘‘Dochter van deze god’‘                                | (s3t-ntr-wt)                 | 6                                      |
| ‘‘Dochter van Geb’‘                                     | (s3t-Gb)                     | 6, 12, 18                              |
| ‘‘Erfprinses’‘                                          | (iryt-p`t)                   | 6, 11-13, 18-20 (zie Lid van de elite) |
| ‘‘Godsdochter’‘                                         | (s3t-ntr)                    | 4-6                                    |
| ‘‘Lijfelijke godsdochter’‘                              | (s3t-ntr-nt-kht.f)           | 4                                      |
| ‘‘Koninklijke dochter’‘                                 | (s3t-niswt)                  | 4-6, 11-12, 17-20                      |
| ‘‘Koninklijke dochter van zijn lichaam’‘                | (s3t-niswt-nt-kht.f)         | 4-6, 11-12,                            |
| ‘‘Koninklijke dochter van zijn lichaam, zijn geliefde’‘ | (s3t-niswt-nt-kht.f-meryt.f) | 4, 18                                  |
| ‘‘Oudste koninklijke dochter’‘                          | (s3t-niswt-nt-ht.f-smswt)    | 4                                      |
| ‘‘Oudste koninklijke dochter van zijn lichaam’‘         | (s3t-niswt-smswt-n-kht.f)    | 6                                      |

### Zuster
| Titelomschrijving      | Oud-Egyptische aanduiding | Dynastieën met deze titel |
| ---------------------- | ------------------------- | ------------------------- |
| ‘‘Koninklijke zuster’‘ | (snt-niswt)               | 17-20                     |

### Lid van het koninklijk hof
| Titelomschrijving                          | Oud-Egyptische aanduiding | Dynastieën met deze titel              |
| ------------------------------------------ | ------------------------- | -------------------------------------- |
| ‘‘Eerste onder de vrouwen’‘                | (khnty)                   | 1                                      |
| ‘‘Erfprinses’‘                             | (iryt-p`t)                | 6, 11-13, 18-20 (zie Lid van de elite) |
| ‘‘Geliefde gemalin onder de twee vrouwen’‘ | (sm3yt-mry-nbty)          | 4-6                                    |
| ‘‘Godsdochter’‘                            | (s3t-ntr)                 | 4-6                                    |
| ‘‘Koninklijke dochter’‘                    | (s3t-niswt)               | 4-6, 11-12, 17-20                      |
| ‘‘Koninklijke vrouwe’‘                     | (hmt-nisw)                | 3-6, 11-13, 17-18-20                   |
| ‘‘Lid van de elite’‘                       | (iryt-pat) (iryt-p`t)     | 6, 11-13, 18-20                        |
| ‘‘Nobele vrouwe’‘                          | (iryt p't)                | 25 (zie ook Erfprinses)                |
| ‘‘Oudste koninklijke dochter’‘             | (s3t-niswt-nt-ht.f-smswt) | 4                                      |

## Titels naar functie
| Titelomschrijving                                         | Oud-Egyptische aanduiding      | Dynastieën met deze titel                 |
| --------------------------------------------------------- | ------------------------------ | ----------------------------------------- |
| ‘‘Geliefde gemalin onder de twee vrouwen’‘                | (sm3yt-mry-nbty)               | 4-6                                       |
| ‘‘Gemalin onder de twee vrouwen’‘                         | (sm3yt-nbty)                   | 1                                         |
| ‘‘Grote koninklijke vrouwe’‘                              | (hmt-niswt-wrt)                | 12-13, 16-20                              |
| ‘‘Grote koninklijke vrouwe, zijn geliefde’‘               | (hmt-niswt-wrt meryt.f)        | 18-20                                     |
| ‘‘Grote vrouwe van de hetes-scepter’‘                     | (wrt-hetes)                    | 1-6, 11-12, 18-20                         |
| ‘‘Grote vrouwe van de hetes-scepter van de twee heren’‘   | (wrt-hetes-Nbwi)               | 4                                         |
| ‘‘Grote vrouwe van de hetes-scepter van de twee vrouwen’‘ | (wrt-hetes-nbti)               | 4                                         |
| ‘‘Khenemetneferhedjet’‘                                   | (ẖnm.t nfr-ḥḏ.t)               | (zie "Verenigd met de witte kroon")       |
| ‘‘Koninklijke vrouwe’‘                                    | (hmt-nisw)                     | 3-6, 11-13, 17-18-20                      |
| ‘‘Leidster van de slagers in het acacia huis’‘            | (khrpt-sshmtiw-shndt)          | 4-5                                       |
| ‘‘Meesteres van Beneden-Egypte’‘                          |                                | 17-18                                     |
| ‘‘Meesteres van de landen’‘                               |                                |                                           |
| ‘‘Meesteres van de twee landen’‘                          | (hnwt-t3wy)                    | 12, 18-19 (zie Vrouwe van de twee landen) |
| ‘‘Meesteres van de volledige twee landen’‘                | (hnwt-t3wy-tm) (hnwt-t3wy-tmw) | 18-19 idem                                |
| ‘‘Meesteres van Denderah’‘                                | (hmt-ntr-hwt-hrw-nbt-iwnt)     | 4                                         |
| ‘‘Meesteres van Opper- en Beneden-Egypte’‘                | (hnwt-Shm’w-mhw)               | 18-19                                     |
| ‘‘Verenigd met de witte kroon’‘                           | (khnmt-nfr-hdjt)               | 12-13, 16-18                              |
| ‘‘Verenigd met hem van de twee vrouwen’‘                  | (zm3t-nbty)                    | 5                                         |
| ‘‘Vrouwe van alle vrouwen’‘                               | (hnwt-hmwt-nbwt)               | 11-12, 18                                 |
| ‘‘Vrouwe van de twee landen’‘                             | (nb. t-t3wy) (nbt-t3wy)        | 17-20, (hnwt-t3wy) 12, 18-19              |
| ‘‘Vrouwe van de volledige twee landen’‘                   | (hnwt-t3wy-tm)                 | 18-19 (hnwt-t3wy-tmw) 18                  |
| ‘‘Vrouwe van Opper- en Beneden-Egypte’‘                   | (hnwt-Sm'w-mhw)                | 25                                        |

### Priesteres
| Titelomschrijving                                    | Oud-Egyptische aanduiding            | Dynastieën met deze titel |
| ---------------------------------------------------- | ------------------------------------ | ------------------------- |
| ‘‘Geliefde en geëerde priesteres van Shepses-nebti’‘ | (hmt-ntr-shpss-nbti-mryt.f-im3kht.f) | 4                         |
| ‘‘Godsvrouw van Amon’‘                               | (ḥm.t nṯr n ỉmn)                     | 18, 20-26                 |
| ‘‘Leidster van de slagers in het acacia huis’‘       | (khrpt-sshmtiw-shndt)                | 4-5                       |
| ‘‘Meesteres van Denderah’‘                           | (hmt-ntr-hwt-hrw-nbt-iwnt)           | 4                         |
| ‘‘Pleegkind van Wadjet’‘                             | (sdjtit-w3djt)                       | 6, 11-12                  |
| ‘‘Priesteres van Sobek, heer van Sumenu’‘            | (hmt-ntr-sbk-nb-swmnw)               | 12                        |
| ‘‘Priesteres van Bapef’‘                             | (hmt-ntr-b3-pf)                      | 4-6                       |
| ‘‘Priesteres van de Horus Shepsesket’‘               | (hmt-ntr-hrw-shpss-ht)               | 4                         |
| ‘‘Priesteres van Hathor’‘                            | (hmt-ntr-hwt-hrw)                    | 4                         |
| ‘‘Priesteres van Neith’‘                             | (hmt-ntr-nt)                         | 4                         |
| ‘‘Priesteres van Thoth’‘                             | (hmt-ntr-dhwty)                      | 4                         |
| ‘‘Priesteres van Tjazepef’‘                          | (hmt-ntr-t3-zp.f)                    | 4-5                       |

## Eretitels
| Titelomschrijving                         | Oud-Egyptische aanduiding | Dynastieën met deze titel |
| ----------------------------------------- | ------------------------- | ------------------------- |
| ‘‘Groot van lofprijzingen’‘               | (wrt-hzwt)                | 4-6, 12-13, 18-20         |
| ‘‘Groot van lofprijzingen van Thoth’‘     | (wrt-hzwt-djhwty)         | 4                         |
| ‘‘Meesteres van blijdschap’‘              | (hnwt-ndjm-ib)            | 18                        |
| ‘‘Meesteres van gratie’‘                  | (nbt im3t)                | 25                        |
| ‘‘Meesteres van grote geliefde zoetheid’‘ | (nebt-bnrt-‘3(t)-mrwt)    | 18                        |
| ‘‘Zoet van liefde’‘                       | (bnrt-mrwt)               | 18-20                     |